# Simon Greul
Simon Greul (Stuttgart, Alemanya, 13 d'abril de 1981) és un exjugador professional de tennis alemany.
En la seua carrera no va arribar mai a finals en torneigs del circuit ATP i va assolir 9 títols de la categoria challenger. La seua millor temporada fou la de l'any 2006. Allí arribà els vuitens de final del Masters de Miami després de derrotar a Paradorn Srichaphan, Dominik Hrbaty i Tim Henman. A l'octubre de 2010 arribà el seu millor rànquing ATP a l'arribar al lloc número 55 i 121 respectivament.

## Biografia
Fill de Rainer i Henriette Greul, té una germana més gran anomenada Gwendolyn. Els seus pares jugaven a tennis com a oci i el van introduir a aquest esport quan tenia sis anys.